# Rock Springs (Wisconsin)
Rock Springs es una villa ubicada en el condado de Sauk en el estado estadounidense de Wisconsin. En el Censo de 2010 tenía una población de 362 habitantes y una densidad poblacional de 103,07 personas por km².

## Geografía
Rock Springs se encuentra ubicada en las coordenadas 43°28′44″N 89°55′38″O / 43.47889, -89.92722. Según la Oficina del Censo de los Estados Unidos, Rock Springs tiene una superficie total de 3.51 km², de la cual 3.42 km² corresponden a tierra firme y (2.51%) 0.09 km² es agua.

## Demografía
Según el censo de 2010, había 362 personas residiendo en Rock Springs. La densidad de población era de 103,07 hab./km². De los 362 habitantes, Rock Springs estaba compuesto por el 96.41% blancos, el 0% eran afroamericanos, el 1.1% eran amerindios, el 0% eran asiáticos, el 0% eran isleños del Pacífico, el 0% eran de otras razas y el 2.49% pertenecían a dos o más razas. Del total de la población el 0.83% eran hispanos o latinos de cualquier raza.